# شربوش

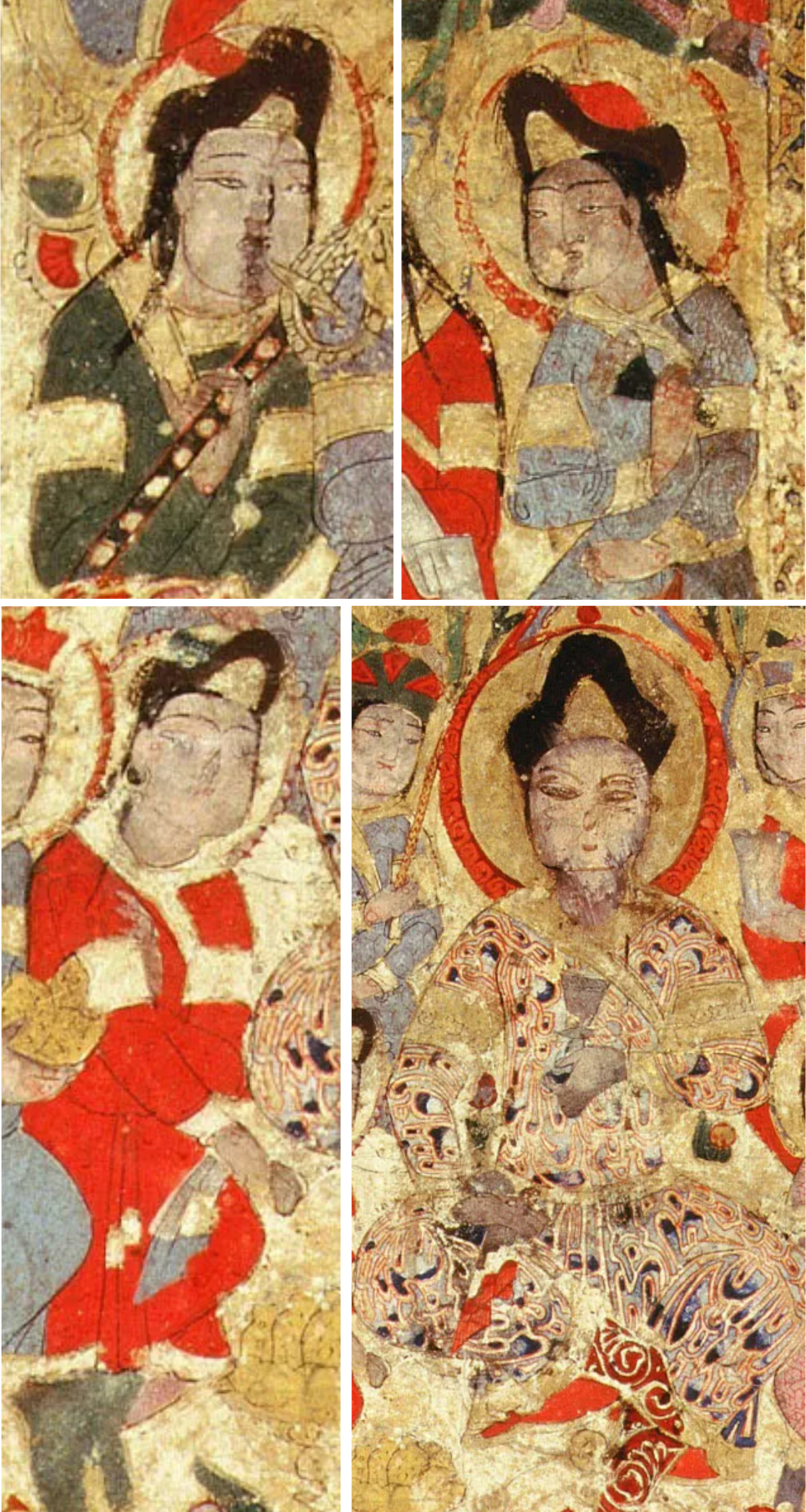
أفراد يرتدون زيًّا شرق أوسطيًّا، ويعتمرون الشربوش في بلاط بدر الدين لؤلؤ (كتاب الأغاني، 1219 م)

الشربوش أو الحربوش، سربوش، سربوش يُرجح أنه مشتق من الكلمة الفارسية "سربوش"، والتي تعني "غطاء الرأس". كان قبعة عسكرية مبطنة بالفرو، انتشرت في الشرق الأوسط من الفُرس للعرب وأصبحَت لاحقًا رمزًا الشعوب التركية، وارتُديت في آسيا الوسطى والشرق الأوسط خلال العصور الوسطى. ويظهر بوضوح في المنمنمات التي تصوّر بدر الدين لؤلؤ (حكم بين 1234–1259).
كان الشربوش قبعة عسكرية صلبة، ذات مقدمة مثلثة، وكانت أحيانًا مزينة بلوحة معدنية. في بعض الأحيان، كان يُضاف إليه وشاح صغير ليكوّن عمامة صغيرة تُعرف باسم تخفيفة.
كان ارتداء الشربوش عنصرًا بصريًا وقماشيًّا مميزًا يُستخدم لتمييز الشخصيات التركية عن العربية في المنمنمات الشرق أوسطية في العصور الوسطى.
تفاوتت أحجام وأشكال الشربوش، وأحيانًا كان يأخذ أحجامًا ضخمة، كما في تصوير الأمير في الصفحة الافتتاحية لمخطوطة مقامات الحريري لعام 1237. يختلف شكل الشربوش حسب المناطق الجغرافية:
- الشربوش في المخطوطات الأرتقية (مثال) كان له قبعة طويلة جدًا خلف اللوحة الأمامية، وكان استخدام الفرو محدودًا حول الحافة.[6]
- الشربوش السلجوقي كما يظهر في الخزف الفارسي، أو في قطع من الموصل مثل الإبريق الموصلي، أو في مخطوطات الجزيرة وسوريا، كان ذا قبعة منخفضة جدًا، تكاد تكون مخفية خلف شريط الفرو المحيط بالرأس واللوحة الأمامية.[6]
- في الصفحة الافتتاحية من الصفحة الافتتاحية من مقامة بغداد الحريرية، يبدو الشربوش ككتلة طويلة من الفرو، تخفي القبعة عن الأنظار.[6]

كان الشربوش علامة مميزة لـصلاح الدين الأيوبي، وارتداه على عملاته المعدنية في ميافارقين. وعندما حاول هنري الأول ملك بيت المقدس الصليبي، إقامة علاقة ودية مع صلاح الدين، طلب منه هدية تتكون من قبا وشربوش، وارتداها في عكا.
كان الشربوش أيضًا رمزًا للتنصيب في عهد المماليك المصريين، حيث كان جزءًا من خلعة تُمنح للأمير عند توليه منصبه. كما ارتداه الضباط ذوو الرتب العالية خلال فترات الأيوبيون والمماليك البحرية.
ولكن في مصر المملوكية، مُنع ارتداء الشربوش عام 1382. ثم سُمِح به لاحقًا.

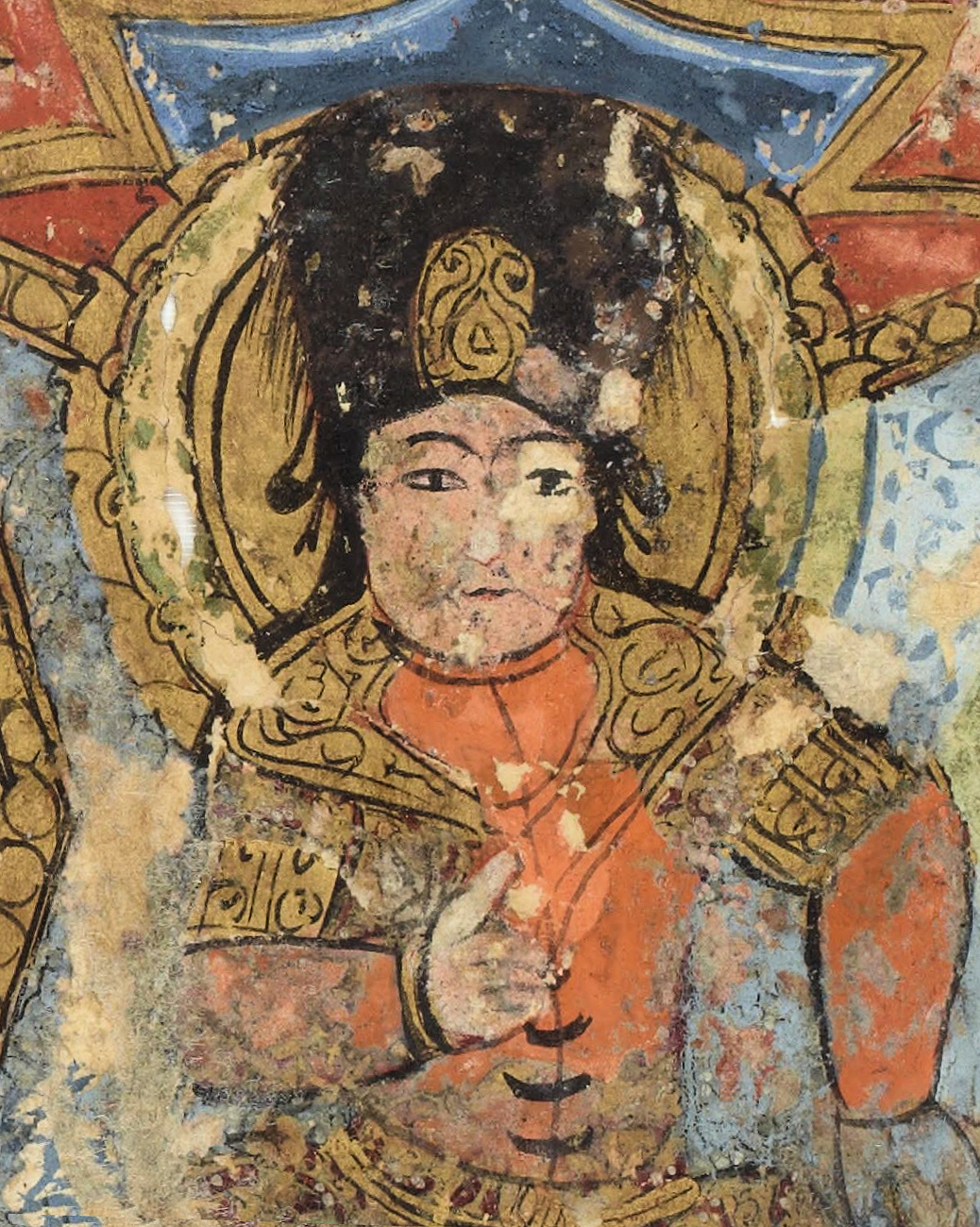
الصفحة الأمامية اليمنى: حاكم يرتدي زيًّا تركيًّا (ضفائر طويلة، قبعة فرو كبيرة "شربوش"، أحذية، معطف محكم)، في مقامات الحريري، عام 1237م، على الأرجح في بغداد.
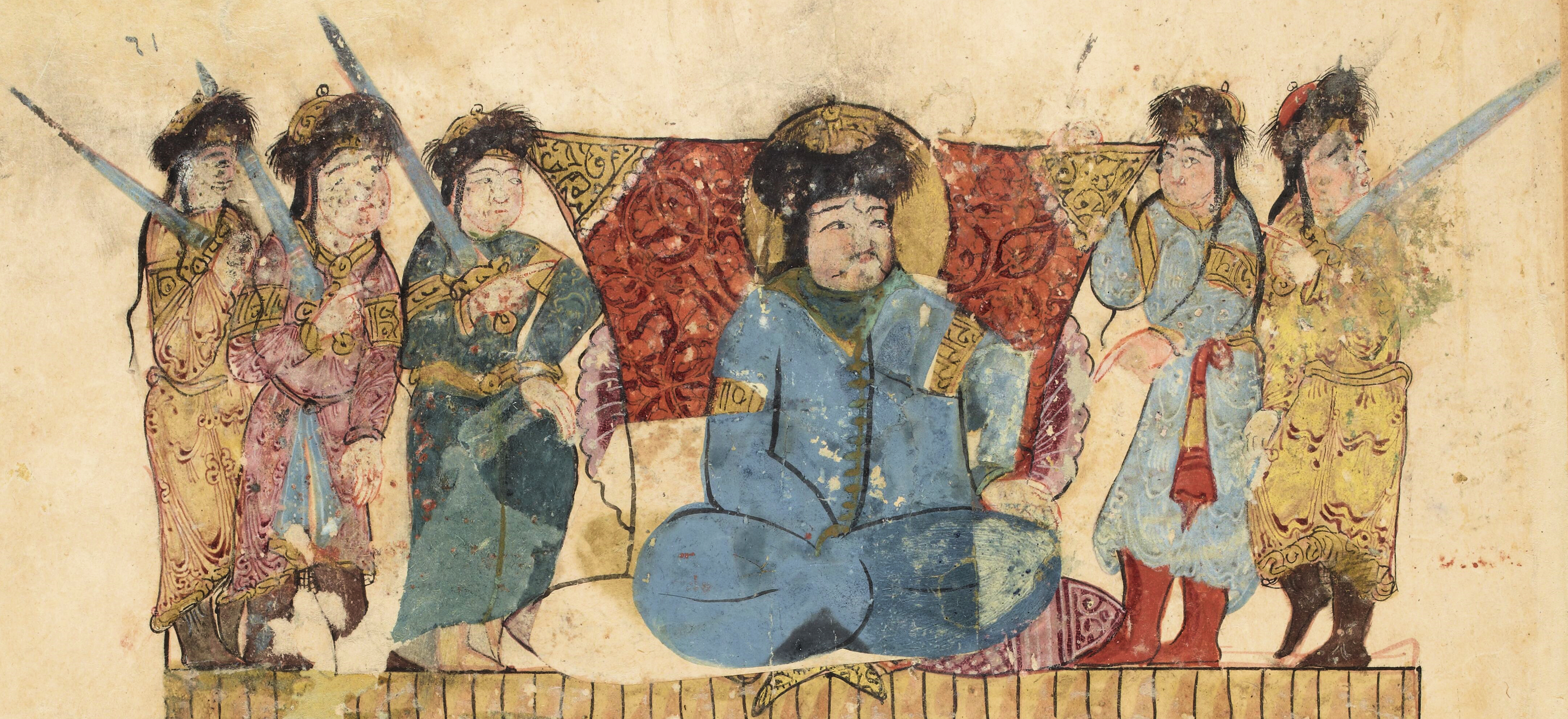
أمير تركي مع حراسه، يرتدون غطاء الرأس التركي شربوش، في مشهد الوعظ في الري في المقامة 21 (الورقتان 58v–59r)، مقامات الحريري، 1237م.
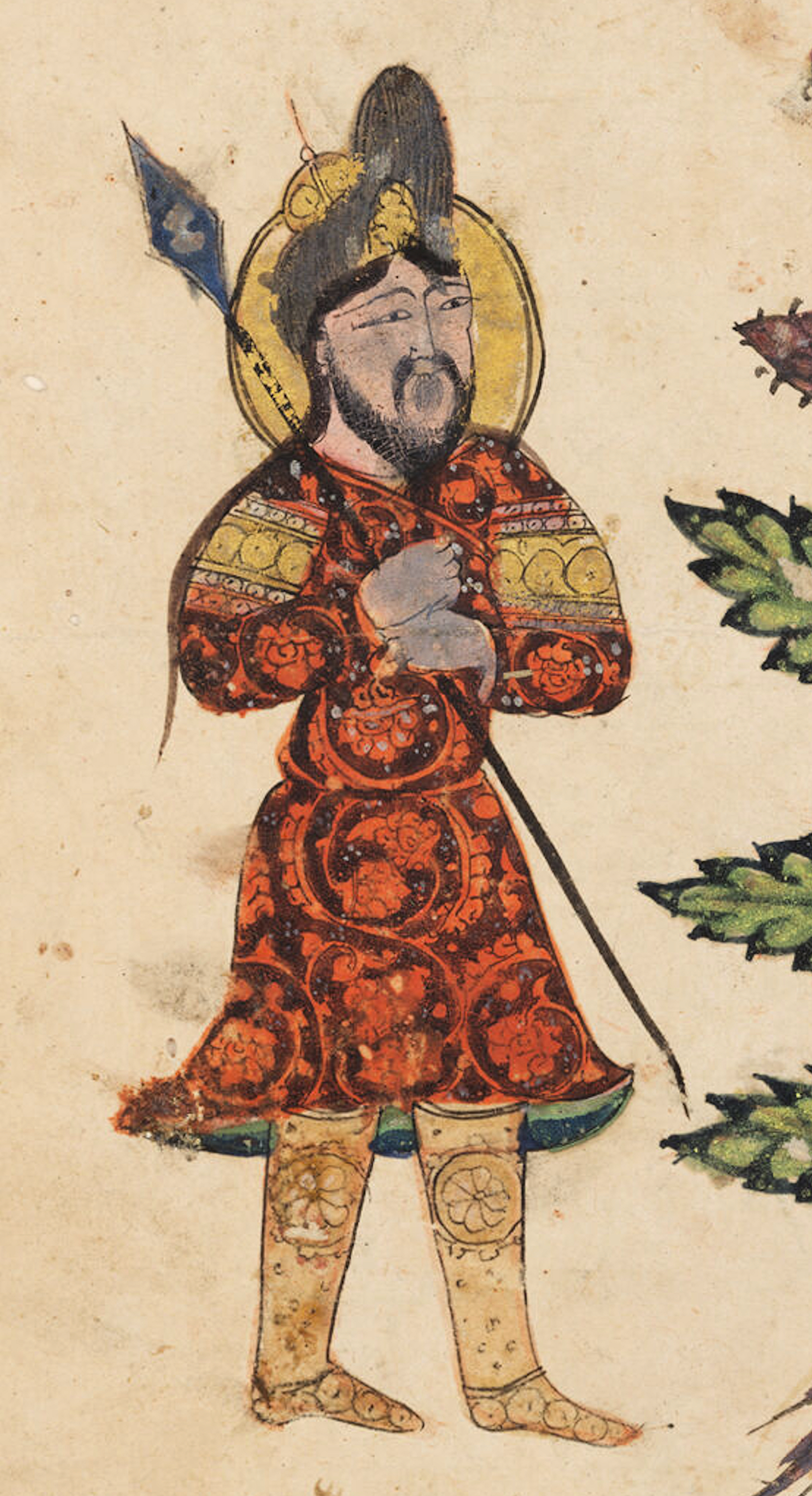
محارب بزيّ تركي، يرتدي غطاء الرأس التركي شربوش, في المقالات الخمس لـ ديسقوريدوس، العراق، 1224 م. متاحف هارفارد للفنون.
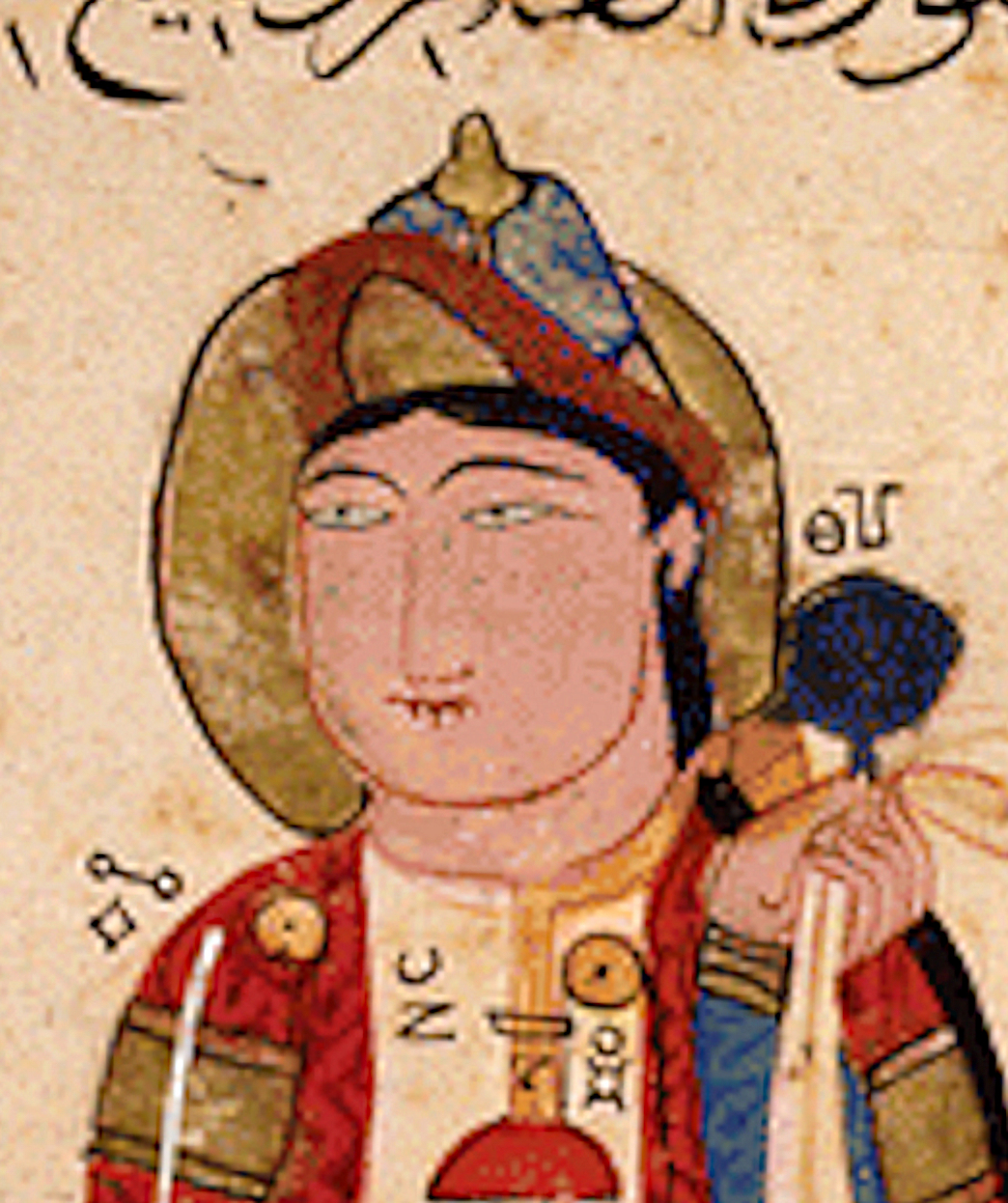
شربوش أرتقي، 1206م (Ms. Ahmet III 3472)
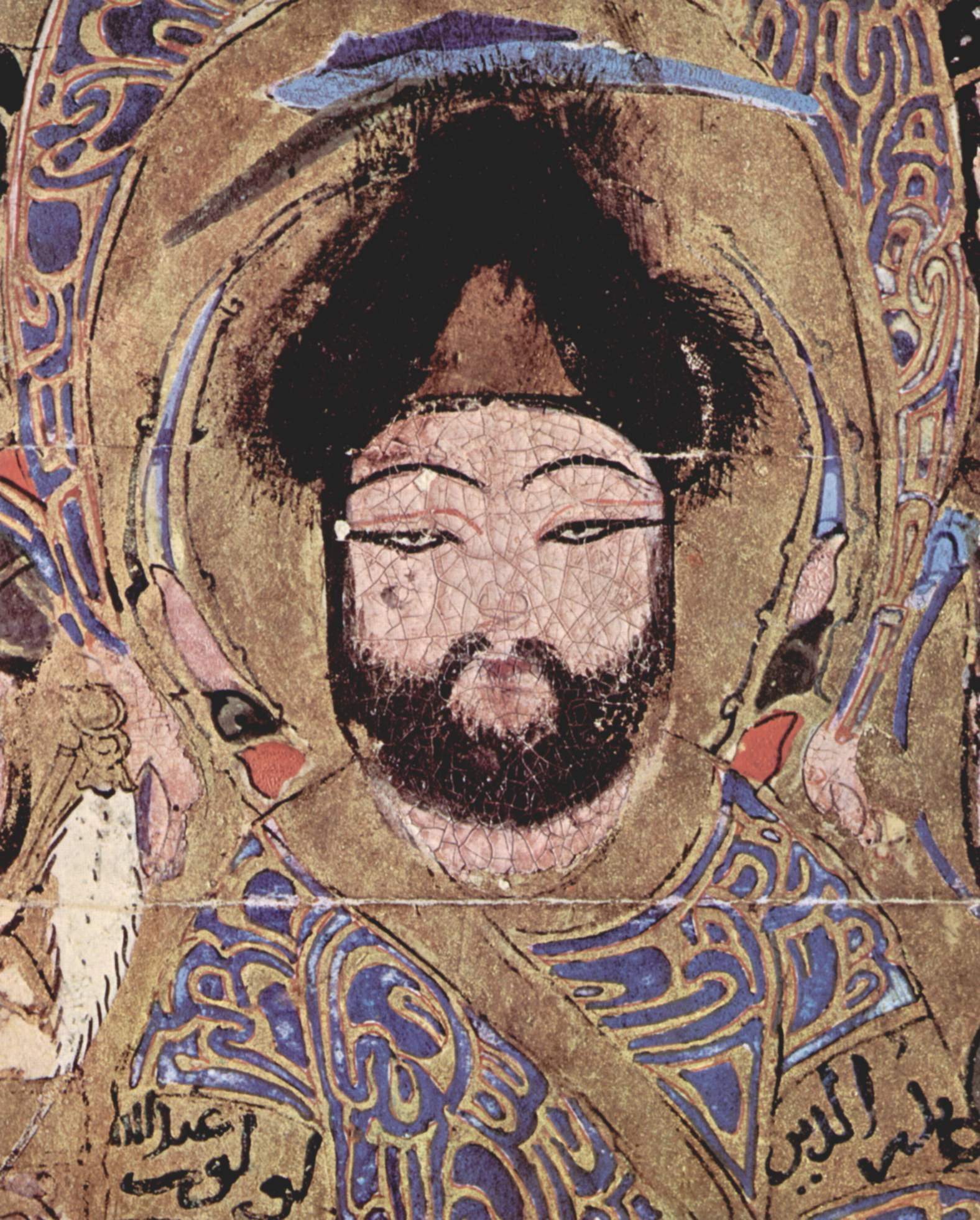
شربوش بدر الدين لؤلؤ (كتاب الأغاني، 1219م)
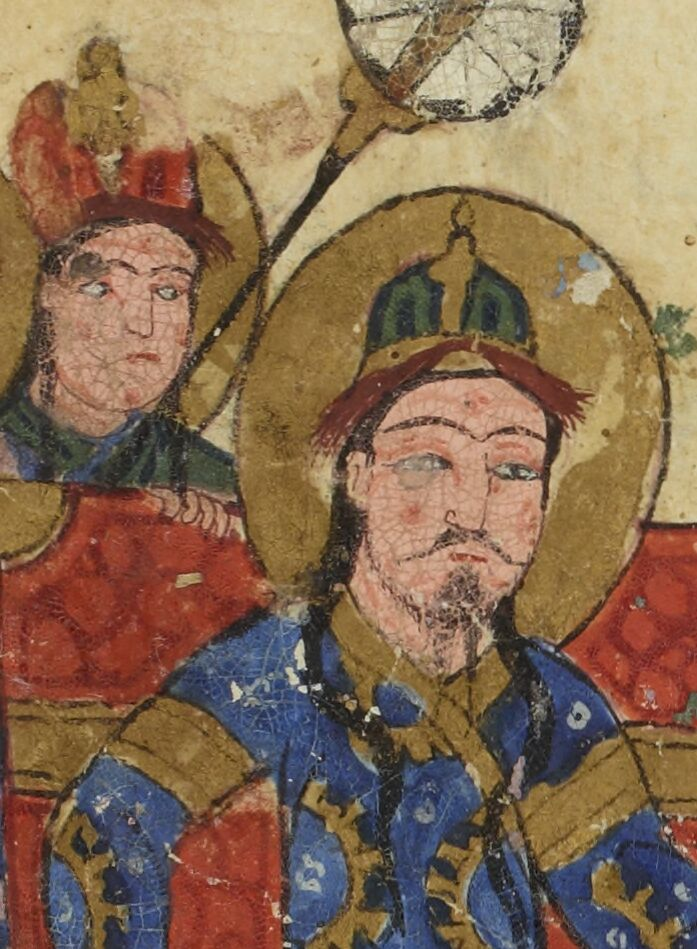
مقامات الحريري (المخطوط العربي 3929 بالمكتبة الوطنية الفرنسية، حوالي 1200-1210م)، تفصيل لحاكم تركي يرتدي شربوش بقبعة طويلة
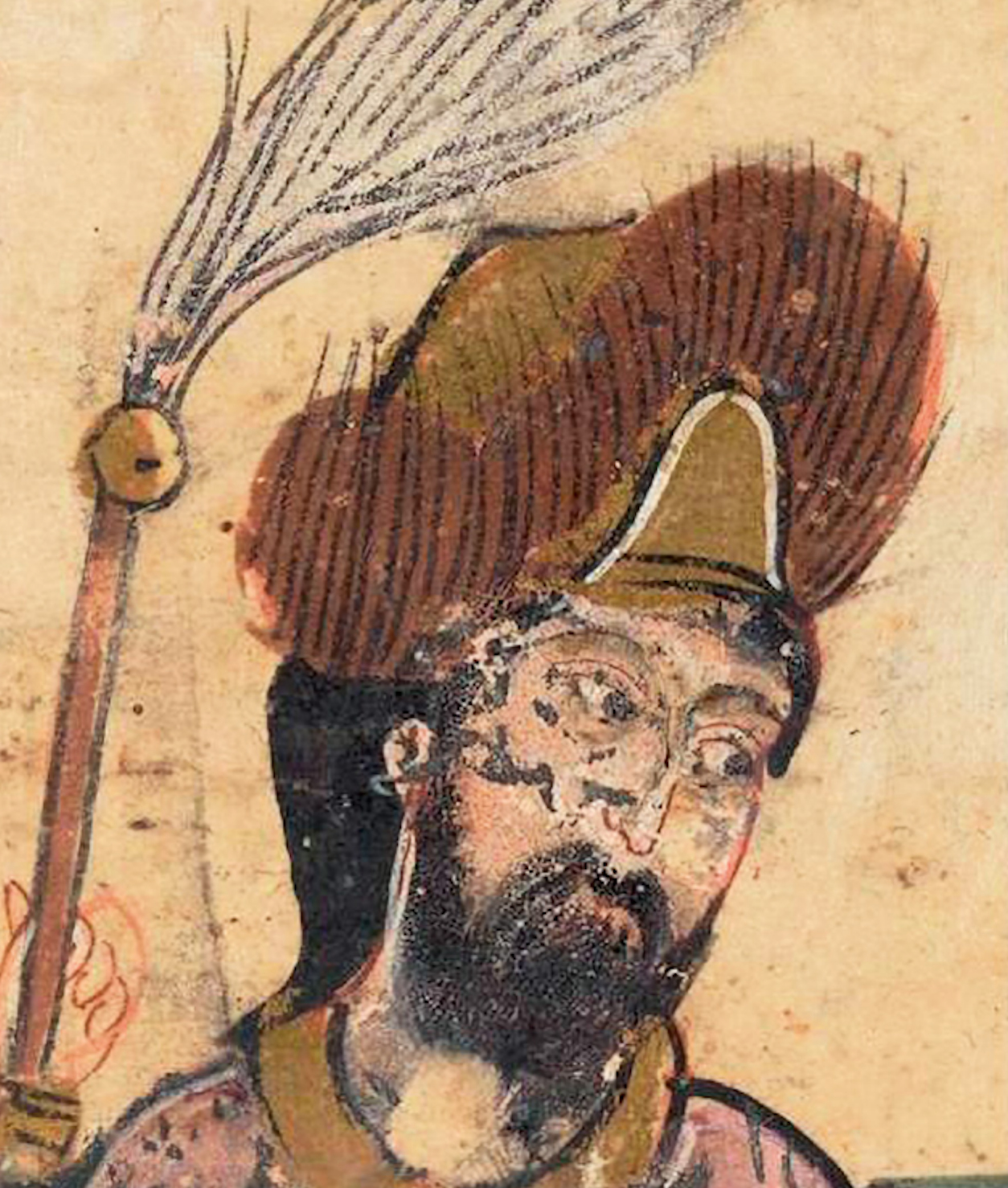
مقامات الحريري (المخطوط العربي 6094 بالمكتبة الوطنية الفرنسية)، أعالي بلاد الرافدين، 1222م
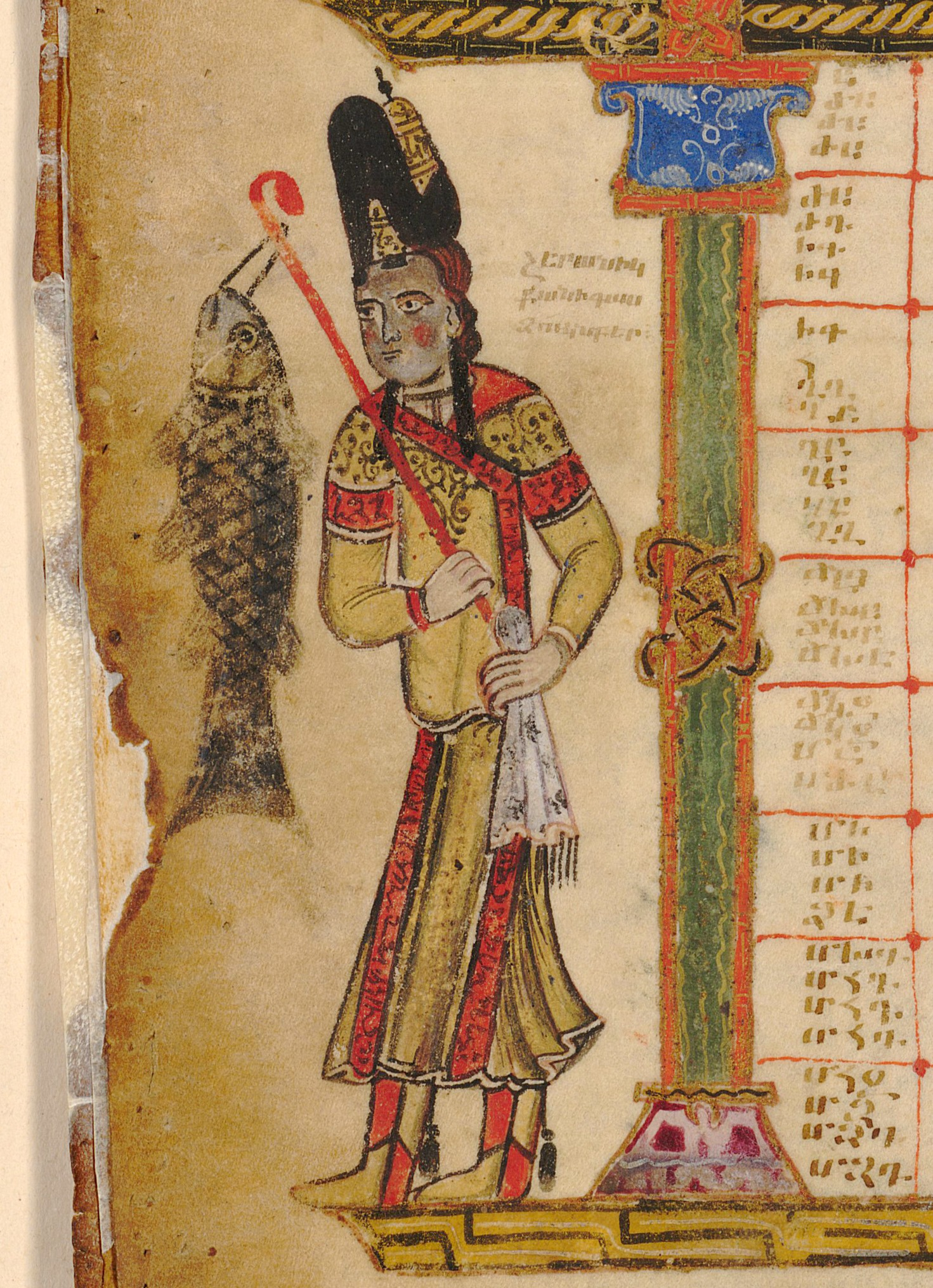
شربوش في مخطوطة أرمنية، إنجيل دير هاغبات [الإنجليزية]، 1211م.
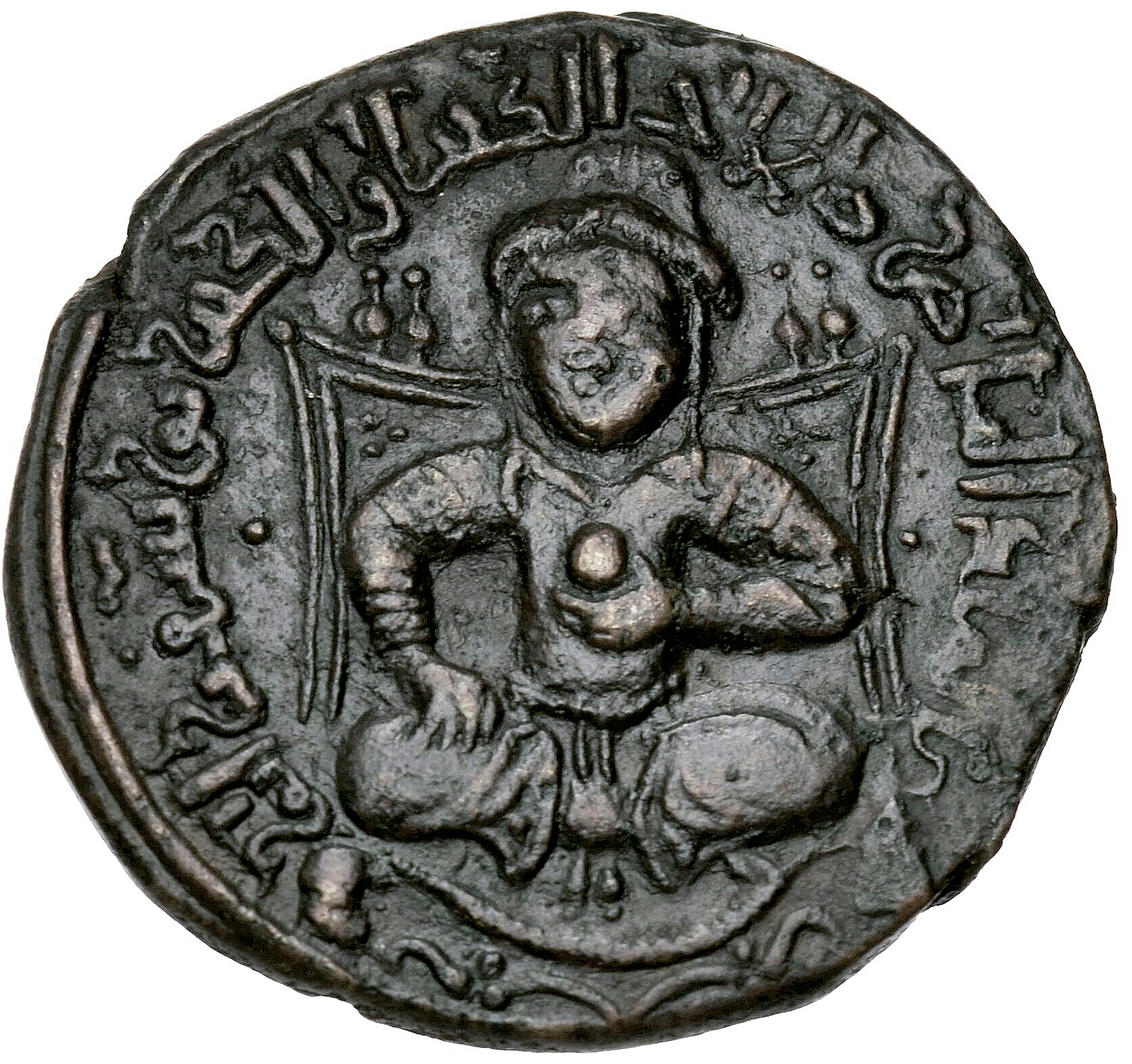
درهم باسم صلاح الدين الأيوبي، يرتدي شربوش.[9][7] النقش: "الملك الناصر، صلاح الدنيا والدين، يوسف بن أيوب". على الأرجح تم سكه في ميافارقين، 1190-1191م.
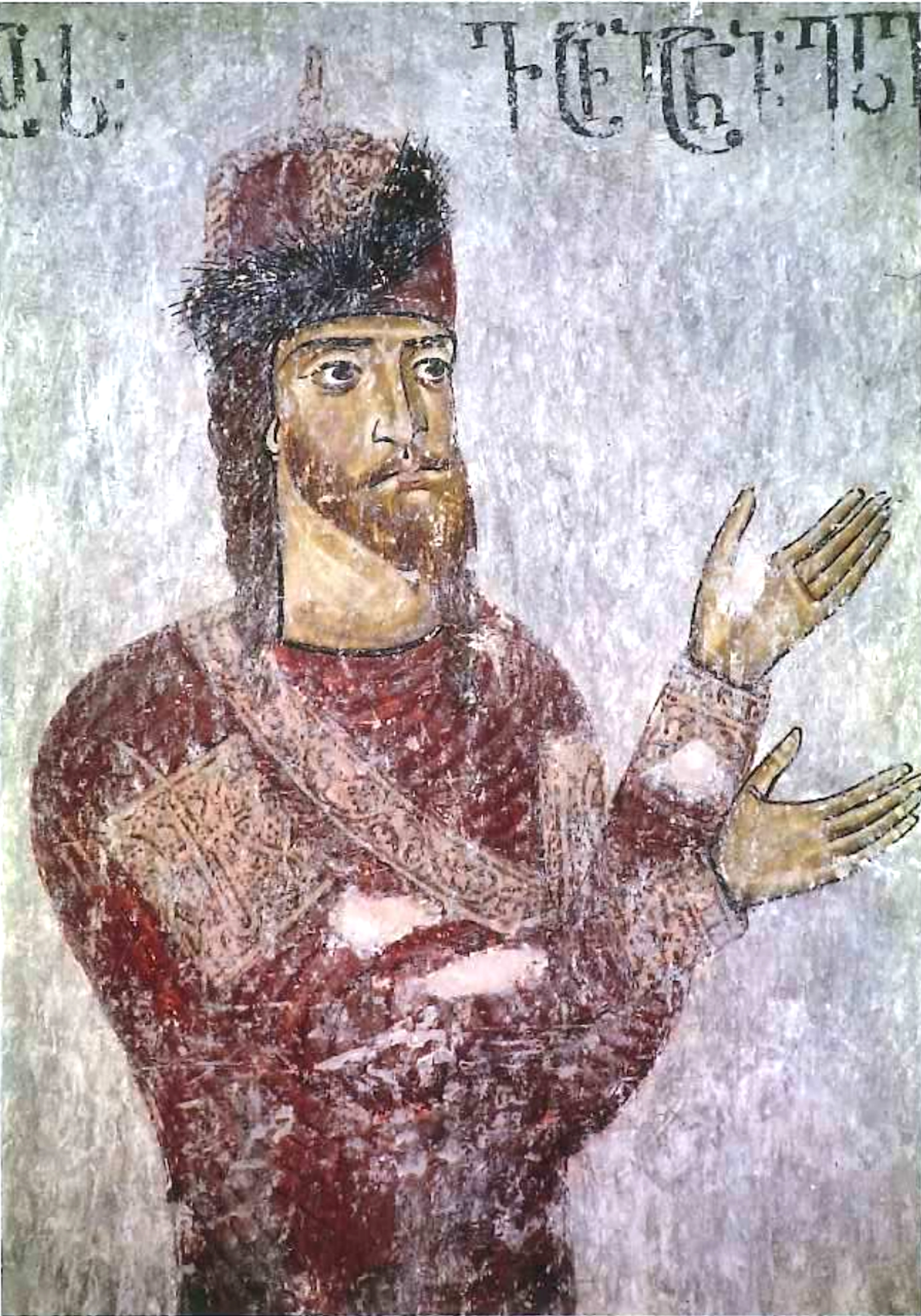
شخصية متبرعة ترتدي شربوش، وقبا، وطراز في كنيسة رؤساء الملائكة [الإنجليزية]، زيمو-كريخي، راشا، شمال جورجيا، القرن الحادي عشر، Inv. No. 03086-75.
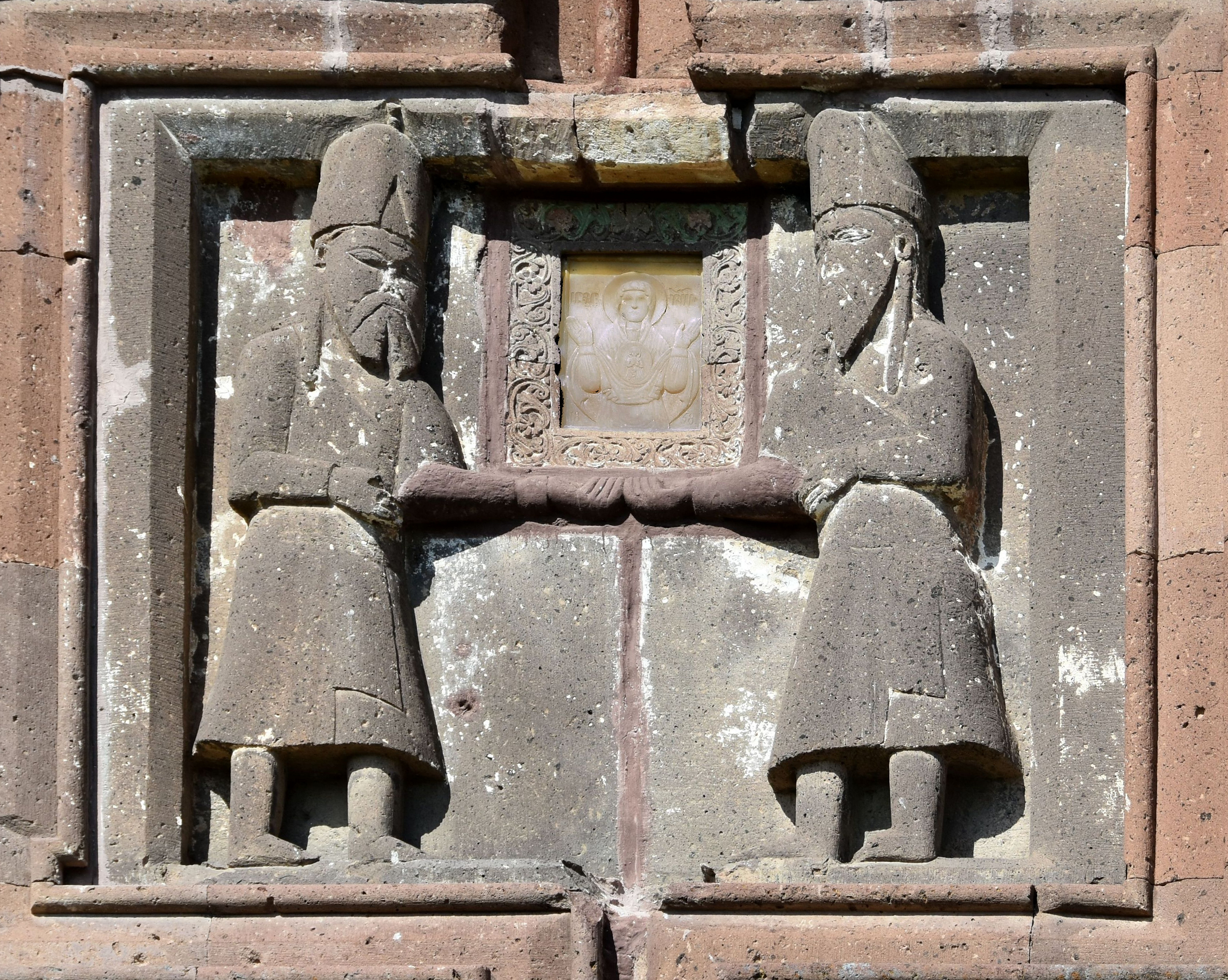
الأمير الأرمني إيفاني زكاريان الأول [الإنجليزية] وزكاري زكاريان الثاني [الإنجليزية]، 1201 م

## طالع أيضًا
- سرقوج
- قبا (ملابس)